# Герб Владимирської області

Герб Владимирської області

Герб Владимирської області — прийнятий Законодавчими Зборами Владимирської області 20 січня 1999 року.

## Опис
Герб Владимирської області являє собою зображення золотого левиного леопарда в залізній, прикрашеної золотом і кольоровими каменями, короні, що тримає в правій лапі срібний хрест у червленому полі. Щит увінчаний імператорською короною й оточений золотими дубовими листами, з'єднаними Андріївською стрічкою.